# 질화 리튬
질화 리튬(영어: Lithium nitride)은 화학식 Li
3N을 갖는 무기 화합물이다. 유일하게 안정한 알칼리 금속 질화물이다. 녹는점이 높은 적분홍색 고체이다.

## 제법 및 취급
질화 리튬은 원소 리튬과 질소 기체의 직접 반응을 통해 제조된다.
6 Li + N
2 → 2 Li
3N
리튬 금속을 질소 분위기에서 연소시키는 대신, 액체 나트륨 금속에 용해된 리튬 용액을 N
2로 처리할 수 있다.
질화 리튬은 극도로 강한 염기이므로 물과 격렬하게 반응하여 암모니아를 생성하므로 습기로부터 보호해야 한다.
Li
3N + 3 H
2O → 3 LiOH + NH
3

## 구조 및 특성
- 알파-Li
3N (상온 및 압력에서 안정)은 두 가지 유형의 층으로 구성된 특이한 결정 구조를 갖는다. 한 층은 Li
2N−
의 조성을 가지며 6-배위 N 중심을 포함하고 다른 층은 리튬 양이온으로만 구성된다.[3]

두 가지 다른 형태가 알려져 있다.
- 0.42 GPa에서 알파상으로부터 형성되는 베타-Li
3N은 비화 나트륨(Na
3As) 구조를 갖는다.
- 35~45 GPa에서 베타상으로부터 형성되는 감마-Li
3N은 비스무트화 리튬(Li
3Bi)과 동일한 구조를 갖는다.[4]

질화 리튬은 Li+
에 대한 이온 전도도를 나타내며, 그 값은 약 2×10−4 Ω−1cm−1이고, (결정 내) 활성화 에너지는 약 0.26 eV (약 24 kJ/mol)이다. 수소 도핑은 전도도를 증가시키고, 금속 이온(Al, Cu, Mg) 도핑은 전도도를 감소시킨다. 질화 리튬 결정 간(결정 간) 리튬 전이의 활성화 에너지는 더 높게 결정되었으며, 약 68.5 kJ/mol이다. 알파 형태는 약 2.1 eV의 반도체이다.

## 반응
질화 리튬을 이산화 탄소와 반응시키면 흑연질 탄소 질화물(C
3N
4)과 비료의 전구체인 리튬 사이안아마이드(Li
2CN
2)가 발열적으로 생성된다.
약 200°C의 수소에서 Li3N은 반응하여 리튬 아마이드를 형성한다.
Li
3N + 2 H
2 →  2LiH + LiNH
2
더 높은 온도에서는 더 반응하여 암모니아와 수소화 리튬을 형성한다.
LiNH
2 + H
2 → LiH + NH
3
리튬 이미드도 특정 조건에서 형성될 수 있다. 일부 연구는 수소화 리튬이 열적으로 분해되어 다시 리튬 금속이 될 수 있으므로 이를 암모니아를 생산하는 가능한 산업 공정으로 탐구해왔다.
질화 리튬은 270°C에서 반응이 가역적이므로 수소 기체의 저장 매체로 연구되었다. 최대 11.5 중량%의 수소 흡수가 달성되었다.

## 같이 보기
- WebElements